# Sinan Ramović
Sinan Ramović (Goražde, 13. oktobar 1992) bosanskohercegovački je profesionalni fudbaler koji kao centralni vezni igrač. Donedavno je nastupao za klub Stad Lozan Uši u Čelendž ligi (Švajcarska). Od 2017. do prelaska u ovaj klub imao je 53 nastupa za Željezničar.

## Osvojeni trofeji

### Klupski trofeji
| Klub        | Trofej  | Sezona  |
| BiH         | BiH     | BiH     |
| ----------- | ------- | ------- |
| Željezničar | Kup BiH | 2017/18 |

## Spoljašnje veze
- Sinan Ramović na sajtu UEFA (jezik: engleski)
- Sinan Ramović na veb-sajtu Transfermarkt (jezik: engleski)
- Sinan Ramović na sajtu Sofaskor